# Winton (Washington)
Winton ist ein kleines gemeindefreies Gebiet am Lake Wenatchee und am Wenatchee National Forest. Es liegt im Chelan County im US-Bundesstaat Washington. Der für den Ort zuständige Schulbezirk ist der Cascade School District mit Sitz in Leavenworth, welcher fünf Schulen betreibt. Winton ist dem Postleitzahlgebiet 98826 zu geordnet, demselben wie Leavenworth, welches etwa zehn Meilen (16 km) südlich liegt.

Lage von Winton im Chelan County